# Матлок
Ма́тлок (англ. Matlock) — город в регионе Восточный Мидленд Англии, административный центр церемониального графства Дербишир и района Дербишир-Дейлс.

## География
Город расположен в центральной части графства Дербишир, в 18 милях к северу от города Дерби.